# Simon Keenlyside
Sir Simon Keenlyside, CBE (* 3. August 1959 in London) ist ein britischer Opernsänger der Stimmlage Bariton.

## Leben
Keenlyside stammte aus einer Musikerfamilie: sein Vater Raymond Keenlyside war Geiger im Aeolian Quartett, seine Mutter Ann Hirsch Pianistin. Auch seine Großeltern mütterlicherseits waren Musiker. Im Herbst 1967 kam Keenlyside mit acht Jahren in die St. John's College School in Cambridge, wo er während seiner Schulzeit dort auch im Chor sang. Nach Abschluss eines Studiums der Zoologie an der Universität Cambridge machte er eine Gesangsausbildung am Royal Northern College of Music in Manchester.
Keenlyside erhält regelmäßig Einladungen nach Zürich, Barcelona, Madrid, an die Bayerische Staatsoper, nach Tokio, an die Metropolitan Opera, zu den Salzburger Festspielen, die Scala, nach Ferrara, an das Royal Opera House Covent Garden sowie an die Pariser Oper.
1999 debütierte Keenlyside an der Wiener Staatsoper als Marcello in La Bohème und sang in der Folge an diesem Haus zum Teil auch Premieren.
Simon Keenlyside ist seit 2006 mit der englischen Tänzerin (* 1975) Zenaïda Yankowsky verheiratet und hat mit ihr zwei Kinder.

## Rollen (Auswahl)
- Marcello – La Bohème (Giacomo Puccini)
- Figaro – Il barbiere di Siviglia (Gioachino Rossini)
- Rodrigo – Don Carlos (Giuseppe Verdi)
- Conte d’Almaviva – Le nozze di Figaro (Wolfgang Amadeus Mozart)
- Giorgio Germont – La traviata (Giuseppe Verdi)
- Wozzeck – Wozzeck (Alban Berg)
- Billy Budd – Billy Budd (Benjamin Britten)
- Eugen Onegin – Eugen Onegin (Pjotr Iljitsch Tschaikowsky)
- Macbeth – Macbeth (Giuseppe Verdi)
- Don Giovanni – Don Giovanni (Wolfgang Amadeus Mozart)
- Rigoletto – Rigoletto (Giuseppe Verdi)[2]
- Papageno – Die Zauberflöte (Wolfgang Amadeus Mozart)